# Рападжо
Рападжо (фр. Rapaggio, корс. Rapaghju) — коммуна во Франции, находится в регионе Корсика. Департамент коммуны — Верхняя Корсика. Входит в состав кантона Кастаньичча. Округ коммуны — Корте.
Код INSEE коммуны — 2B256.

## Население
Население коммуны на 2008 год составляло 19 человек.
| 1962 | 1968 | 1975 | 1982 | 1990 | 1999 | 2008 |
| ---- | ---- | ---- | ---- | ---- | ---- | ---- |
| 19   | 40   | 27   | 31   | 14   | 10   | 19   |

## Экономика
В 2007 году среди 10 человек в трудоспособном возрасте (15—64 лет) 4 были экономически активными, 6 — неактивными (показатель активности — 40,0 %, в 1999 году было 20,0 %). Из 4 активных работали 3 человека (1 мужчина и 2 женщины), безработным был 1 мужчина. Среди 6 неактивных 1 человек была учеником или студентом, 4 — пенсионерами, 1 был неактивным по другим причинам.